# Labyrinth (filme)
Labyrinth (prt: O Labirinto, ou Labirinto, ou ainda Labyrinth; bra: Labirinto - A Magia do Tempo, ou Labirinto, a Magia do Tempo) é um filme britano-estadunidense de 1986, dos gêneros musical, aventura e fantasia, dirigido por Jim Henson e produzido por Eric Rattray em conjunção com George Lucas.

## Elenco
- David Bowie .... Jareth, o Rei dos Duendes
- Jennifer Connelly .... Sarah Williams
- Toby Froud .... Toby Williams
- Shelley Thompson .... Irene Williams, a madrasta
- Christopher Malcolm .... Robert Williams, o pai
- Natalie Finland .... a fada
- Shari Weiser .... Hoggle
- Brian Henson .... Hoggle / Goblin (voz)
- Ron Mueck .... Ludo / Firey 2 / Goblin (voz)

## Trilha sonora
Canções compostas por David Bowie para seu personagem:
- Underground
- Magic Dance
- Chilly Down
- As the World Falls Down
- Within You

Canções compostas e conduzidas por Trevor Jones:
- Into The Labyrinth
- Sarah
- Hallucination
- The Goblin Battle
- Thirteen O'clock
- Home At Last

## Sinopse
Sarah Williams é uma jovem que gosta de peças teatrais, em especial as de fantasia. O filme se inicia com Sarah interpretando uma cena de um livro, Labyrinth, no parque perto de sua casa. Naquela noite terá que cuidar de seu irmão, Toby, ao qual não demonstra muito afeto. Ao voltar para casa tem uma discussão com sua madrasta. Depois que seu pai e sua madrasta saem, ela percebe que a tempestade que se inicia está assustando Toby. Quando vai vê-lo, percebe que seu urso de pelúcia está no berço do irmão, e se revolta pois alguém o tirou de seu quarto. Retorna, então, ao seu quarto, com seu urso de pelúcia e chora enquanto começa a fazer citações de trechos de "Labyrinth" nos quais uma garota recebe poderes do rei dos goblins. Ela conta uma história, para o irmão dormir, sobre uma garota não suporta mais a situação de escrava em que se encontra e deseja que os goblins levem seu irmão embora, para sempre. Assim que termina a história, Sarah apaga a luz e diz: "Eu quero que os goblins venham e o levem embora, agora!". Repentinamente, Toby pára de chorar. Preocupada, ela volta ao quarto do irmão e percebe que ele sumiu.
Então, uma coruja entra pela janela aberta e se transforma no rei dos duendes, Jareth, que diz a Sarah que seu desejo fora realizado por ele. Arrependida, ela advoga o retorno de seu irmão. Para tanto, Jareth lhe dá treze horas para atravessar o labirinto que separa o mundo exterior do castelo dos goblins, onde Toby está aprisionado. Se Sarah falhar, Jareth transformará seu irmão, definitivamente, num goblin.
O labirinto, no entanto, é muito confuso porque seus portões e paredes mudam de lugar. Além disso, para ultrapassá-los enigmas têm que ser desvendados. Numa das entradas, Sarah encontra Hoggle, um goblin-anão mal-humorado. Ela o convence a ajudá-la em troca de uma bijouteria. Embora Hoggle esteja ajudando Sarah, ele tem medo de Jareth e tenta dificultar a jornada da garota.
No caminho, Sarah faz muitas amizades com seres estranhos que, contudo, se propõem a a ajudá-la. Juntos passam por várias aventuras.Entre os amigos que faz pelo caminho estão o gigante peludo Ludo e o cão Didymus. Enquanto o primeiro é inocente e de grande força, o segundo é corajoso e segue montado sobre outro cão (que por sinal parecido com o cão de Sarah).  Numa dessas aventuras, Sarah tem que resolver uma charada para passar pelos Quatro Guardas. Se errar a resposta, ela morrerá. Noutra enfrentam um gigante de aço antes de entrarem na cidade dos goblins, parte final onde está localizado o castelo de Jareth. Em meio a essa e a outras dificuldades, Sarah consegue chegar ao castelo para resgatar seu irmão. 

## Recepção
Para o crítico brasileiro Rubens Ewald Filho, o filme foi um "injusto fracasso de bilheteria", pois, apesar de fraco na trilha sonora, é criativo e tem bons efeitos especiais.